# Château de Petit-Vivy
Le château de Petit-Vivy est un château situé dans la commune de Courtepin dans le canton de Fribourg en Suisse. C'est un bien culturel d'importance nationale.

## Histoire
Le donjon du château date du XIIIe siècle, et l'enceinte est probablement contemporaine de celui-ci ou postérieure de peu. Peu avant 1293, le château de Petit-Vivy remplace le château de Grand-Vivy comme siège de la seigneurie locale. Les deux bâtiments sont en effet mentionnés dans une convention de février 1293, lorsque trois frères, Pierre, Jocelin et Conrad, coseigneurs de Pont, héritent des biens de Conrad de Viviers, ancien propriétaire des lieux.
Avant 1363, la seigneurie de Petit-Vivy est séparée de celle de Grand-Vivy. En 1378, Nicolas de Vuippens achète la seigneurie de Petit-Vivy à Guillaume de Treyvaux. À l'époque de la bataille de Sempach et de la bataille de Näfels, en 1386-1388, le château de Petit-Vivy est occupé par les Bernois.
En 1466, le château de Petit-Vivy est vendu à l'avoyer Jean de Praroman, déjà propriétaire du château de Grand-Vivy. En 1588, le château est acquis par Pierre d'Amman, avoyer de Fribourg. En 1623, Jacques d'Amman vend le château à Nicolas de Gléresse. Il reste propriété de la famille de Gléresse jusqu'en 1799, lorsque Henri-Constant de Gléresse vend le château à Pierre Jungo. Le château connaît ensuite différents changements de propriétaires.
En 1905, la tour du château est placée sous protection de la Confédération. Le château de Petit-Vivy est la seule forteresse médiévale conservée sur le territoire des Anciennes Terres.

## Architecture
Le château est bâti au bord de la falaise qui surplombe à l'origine la Sarine et, depuis le XXe siècle, le lac de Schiffenen. Le site bâti présente un plan triangulaire avec tour, mur d'enceinte, fossé, habitation et guérite. Le château est doté d'un donjon de 21,2 mètres de haut, orienté selon les points cardinaux et construit selon un plan carré de 10,4 mètres de côté. On note les traces de cinq étages à l'intérieur du donjon, le cinquième étage formant une terrasse terminale.